# Sint-Rumolduskerk (Zondereigen)

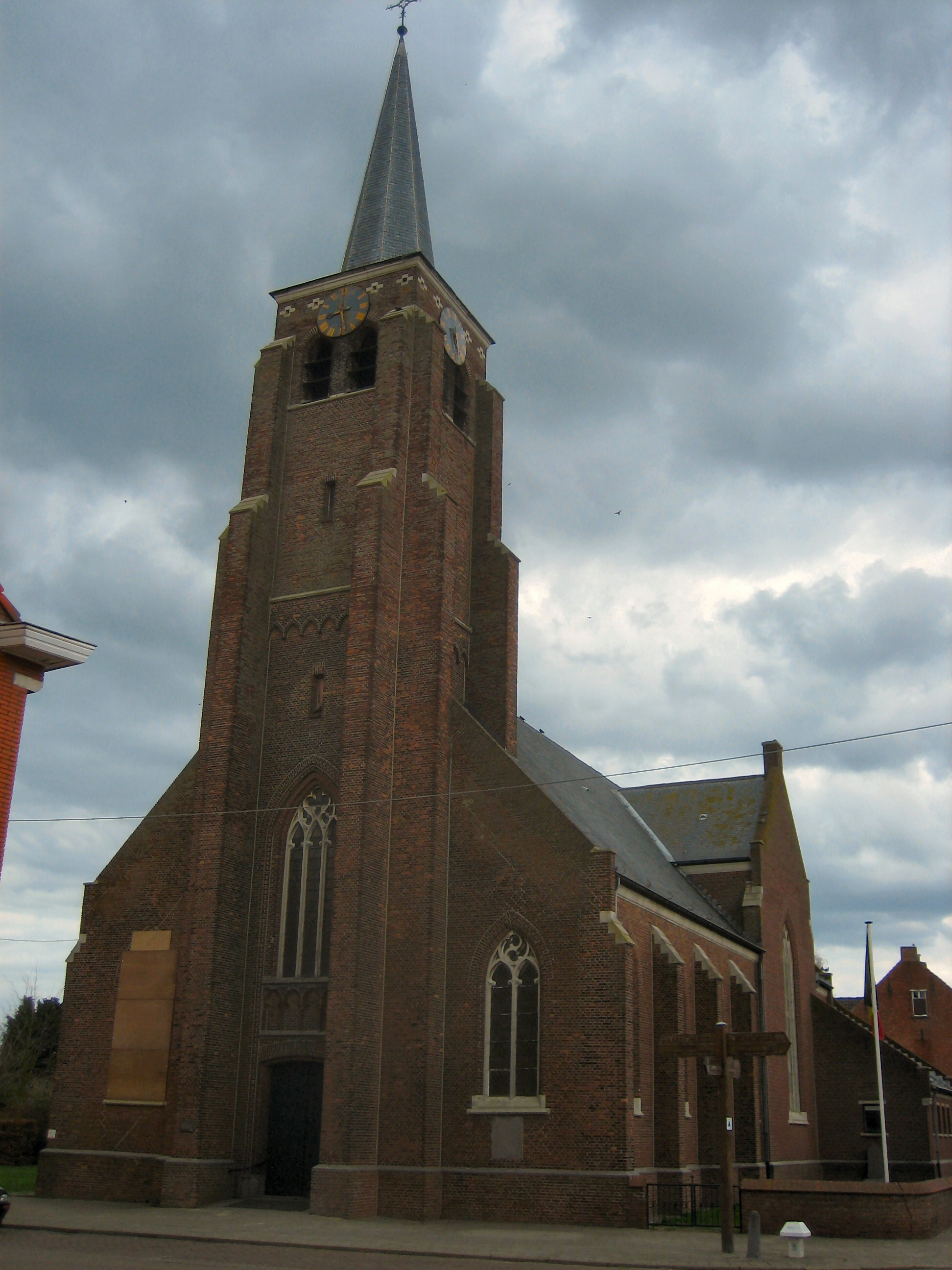
Sint-Rumolduskerk

De Sint-Rumolduskerk is de parochiekerk van de tot de Antwerpse gemeente Baarle-Hertog behorende plaats Zondereigen, gelegen aan Zondereigen 6.

## Geschiedenis
In 1464 werd in Zondereigen een kapel gesticht. Deze was afhankelijk van de Sint-Remigiusparochie te Baarle-Hertog.
In 1859-1860 werd een kerk gebouwd, op de plaats van de vroegere kapel, naar ontwerp van Johan Van Gastel. Deze kerk werd op 2 oktober 1944 grotendeels vernield door oorlogsgeweld. Wederopbouw geschiedde in 1949 waarbij de kerk tevens vergroot werd.

## Gebouw
Het betreft een georiënteerd bakstenen kerkgebouw met ingebouwde westtoren en gebouwd in neogotische stijl. De toren heeft vijf geledingen.

## Interieur
De kerk bezit een gepolychromeerd Sint-Rumoldusbeeld van omstreeks 1500. Andere voorwerpen en meubelen zijn uit de 19e of 20e eeuw.